# 1804
- Wikisource

| Calendário gregoriano                                                        | 1804 MDCCCIV                         |
| Ab urbe condita                                                              | 2557                                 |
| Calendário arménio                                                           | 1253 – 1254                          |
| Calendário bahá'í                                                            | -40 – -39                            |
| Calendário budista                                                           | 2348                                 |
| Calendário chinês                                                            | 4500 – 4501 Início a 11 de fevereiro |
| Calendário copta                                                             | 1520 – 1521                          |
| Calendário etíope                                                            | 1796 – 1797                          |
| Calendários hindus - Vikram Samvat - Calendário nacional indiano - Cáli Iuga | 1859 – 1860 1725 – 1726 4904 – 4905  |
| Calendário Holoceno                                                          | 11804                                |
| Calendário islâmico                                                          | 1219 – 1220                          |
| Calendário judaico                                                           | 5564 – 5565                          |
| Calendário persa                                                             | 1182 – 1183 Início a 21 de março     |
| Calendário rúnico                                                            | 2054                                 |
| Calendário solar tailandês                                                   | 2347                                 |

1804 (MDCCCIV, na numeração romana)  foi um ano bissexto do século XIX  do actual Calendário Gregoriano, da Era de Cristo, e as suas letras dominicais foram  A e G (52 semanas), teve início a um domingo e terminou a uma segunda-feira.
| Ano completo                       |
| ---------------------------------- |
| Ano bissexto com início ao domingo |

## Eventos
- 1 de janeiro - Da cidade de Gonaïves, Dessalines declarou oficialmente a independência do Haiti, terminando com o domínio francês no país. O Haiti se torna a primeira república negra e o segundo país independente no continente americano depois dos Estados Unidos.
- 25 de Abril - O rei D. João VI de Portugal confirma a instituição da Real Ordem das Damas Nobres de Santa Isabel, uma ordem honorífica e feminina, cuja grã-mestre era a sua mulher D. Carlota Joaquina.
- 28 de Maio - Napoleão Bonaparte é proclamado Imperador dos Franceses.
- 11 de Agosto - O Rei Franz I da Áustria funda o Império Austríaco, como reacção à criação do 1º Império Francês.
- 1 de Setembro - Descoberto o asteróide 3, Juno, por Karl Harding.
- 2 de dezembro - Cerimônia de coroação de Napoleão I na Catedral de Notre-Dame de Paris.
- 12 de dezembro - Espanha declara guerra à Inglaterra
- Nomeação de D. José António de Melo da Silva César de Meneses, Conde de São Lourenço, no cargo de capitão-general dos Açores.
- No Japão, a Shimizu Kensetsu, uma das cinco maiores empresas de construção, é fundada[1] por Shimizu Kisuke.[2]
- Richard Trevithick construiu a primeira locomotiva a vapor do mundo.
- A Terra atinge a marca de 1 bilhão de habitantes.

## Nascimentos

### Janeiro - Junho
- 12 de Fevereiro - Heinrich Lenz, físico alemão (m. 1865).
- 5 de Abril - Matthias Schleiden, botânico alemão, co-fundador da teoria celular (m. 1881).
- 13 de Junho - Manoel Marques de Souza III, Conde de Porto Alegre, militar brasileiro (m. 1875).
- 24 de Junho - Stephan Ladislaus Endlicher, botânico e linguista austríaco (m. 1849).
- 28 de Junho - Franz Julius Ferdinand Meyen, médico, botânico e zóologo alemão (m. 1840).

### Julho - Dezembro
- 1 de Julho - George Sand, escritora francesa (m. 1876)
- 20 de Julho - Richard Owen, biólogo britânico (m. 1892).
- 28 de Julho - Ludwig Feuerbach, filósofo (m. 1872).
- 14 de Setembro - John Gould, ornitólogo e naturalista inglês (m. 1881).
- 3 de Outubro - Allan Kardec (codificador da doutrina espírita) (m. 1869).
- 18 de Outubro - Mongkut, rei do Sião (m. 1868).
- 24 de Outubro - Wilhelm Eduard Weber, físico alemão. (m. 1891).
- 6 de Novembro - Nuno José Severo de Mendonça Rolim de Moura Barreto, político português (m. 1875).
- 18 de Novembro - Alfonso Ferrero la Marmora, político italiano (m. 1878).
- 23 de Novembro - Franklin Pierce, 14º presidente dos Estados Unidos (m. 1869).
- 8 de dezembro - António Moniz Barreto Corte Real, político, jornalista, escritor e professor liceal português (m. 1888).
- 10 de Dezembro - Carl Gustav Jakob Jacobi, cientista alemão (m. 1851).
- 21 de Dezembro - Benjamin Disraeli, escritor e político britânico (m. 1881).

## Mortes
- 12 de Fevereiro - Immanuel Kant, filósofo prussiano, geralmente considerado como o último grande filósofo dos princípios da era moderna.
- 2 de Outubro - Nicolas-Joseph Cugnot,  inventor francês que construiu o que poderá ter sido o primeiro veículo auto-propulsionado do mundo.
- 12 de julho - Alexander Hamilton, Ex-secretário do tesouro dos Estados Unidos. Foi assassinado pelo 3° vice-presidente dos Estados Unidos Aaron Burr em um duelo.

## Por tema
- 1804 na arte
- 1804 na ciência
- 1804 na literatura
- 1804 na música